# Frédéric IV de Moers
Frédéric IV de Moers (parfois cité comme Frédéric III dans la littérature ; vers 1380 - 11 juillet 1448) fut comte de Sarrewerden de 1399 à 1418, gouverneur du duché de Luxembourg et du comté de Chiny de 1408 et de 1418 à sa mort, le comte de Moers. Sa vie survient lorsque sa famille atteint son apogée.

## Biographie
L'année de naissance de Frédéric est certainement après 1376, l'année du contrat de mariage de ses parents, et avant 1392. Il a été mentionné pour la première fois en 1392, mais était encore mineur à ce moment.
Il était le fils aîné du comte Frédéric III de Moers (parfois nommé Frédéric II dans la littérature) et Walburge de Sarre Werden. Ses frères sont Thierry II de Moers, qui fut archevêque de Cologne de 1414 à 1463, Henri II de Moers (de), évêque de Münster de 1425 à 1450, et Waléran de Moers, qui devint évêque d'Utrecht en 1434 puis évêque de Munster en 1450.
Frédéric a été élevé par la famille et son oncle maternel, l'archevêque de Cologne, Frédéric III de Sarrewerden, choisi pour succéder à la tête du comté de Sarre Werden, formé en 1397 par la mort du comte Henri III (de). La moitié du comté était l'héritage de sa mère, l'autre moitié a été achetée à Hildegarde, la sœur de sa mère. L'archevêque lui a donné le montant (un total de 10 000 florins, dont 8 000 pour l'achat et 2 000 florins en espèces) pour son mariage avec Engelberta von der Mark. Frédéric a pu faire valoir sa revendication dans une querelle contre l'évêque de Metz, de Coucy, qui avait déclaré les fiefs de Metz et Frédéric en a refusé la propriété. Ce n'est que le successeur Conrad II Bayer de Boppard qui a inféodé Frédéric avec les fiefs de Metz le 1er juillet 1418.
Le 12 mai 1417, son père constitua une famille entraînée par une disposition testamentaire (disposition paternelle) afin de prévenir de futures disputes entre ses fils. L'héritage de chaque fils a été déterminé. Frédéric, en tant qu'aîné, devait recevoir le comté de Moers et le comté de Sarre, qui était auparavant détenu aussi par son père, devait être remis à son jeune frère Johann. La terre d'un fils décédé sans descendance masculine devait revenir au frère aîné après sa mort. Le comté de Moers ne devait en aucun cas être reconnu ou reçu par Clèves comme fief. Après la mort de Frédéric III (entre le 12 mai 1417 et le 23 octobre 1418), Frédéric IV a repris le comté de Moers conformément au décret et remis le comté de Sarre Werden à son jeune frère Johann, qui était prévôt de Saint-Cunibert à Cologne et démissionna en 1418, se maria et fonda la lignée Sarre Werden, qui exista jusqu'au XVIe siècle.
Le contrat d'héritage avec son frère Johann en date du 23 octobre 1418 stipulait que Frédéric devait à l'avenir s'appeler "comte de Moers et de Saarden" et Johann devait s'appeler "comte de Saardenden et de Moers". De cette manière, la propriété et les revendications mutuelles ont été documentées. Frédéric devait faire écarteler les armoiries des Moers et de la Sarre, comme il les avait utilisées auparavant. Les deux contrats d'héritage du 23 octobre 1418 contiennent des informations différentes sur les nouvelles armoiries de Johann.
Le fils aîné de Louis IV de Lichtenberg (1396-1434), Jacques de Lichtenberg (1416-1480) et la fille de Frédéric, Walpurgis, ont été fiancés quand ils étaient enfants. Lorsque Louis IV abdiqua en faveur de ses deux fils, en 1429, après deux graves défaites politiques, il transféra la régence de son règne à Frédéric IV de Sarre Werden-Moers. Il régna jusqu'en 1436.
Frédéric est entré au service du duc de Bourgogne et a été employé par lui dans des missions diplomatiques qui se sont répandues dans toute l'Europe. Le 30 novembre 1431, il est nommé chevalier de l'ordre de la Toison d'or par le duc Philippe le Bon au premier chapitre de Lille (diplôme n° 26). En 1439, il était capitaine du duché de Luxembourg, qui à l'époque appartenait encore officiellement à Élisabeth de Goerlitz en tant que privilège, et que le duc bourguignon Philippe avait combattu pendant des années jusqu'à ce qu'il puisse prendre le pouvoir au Luxembourg en 1443.
Frédéric IV de Moers est mort le 11 juillet 1448 et a été enterré à Église Saint-Pantaléon à Cologne.

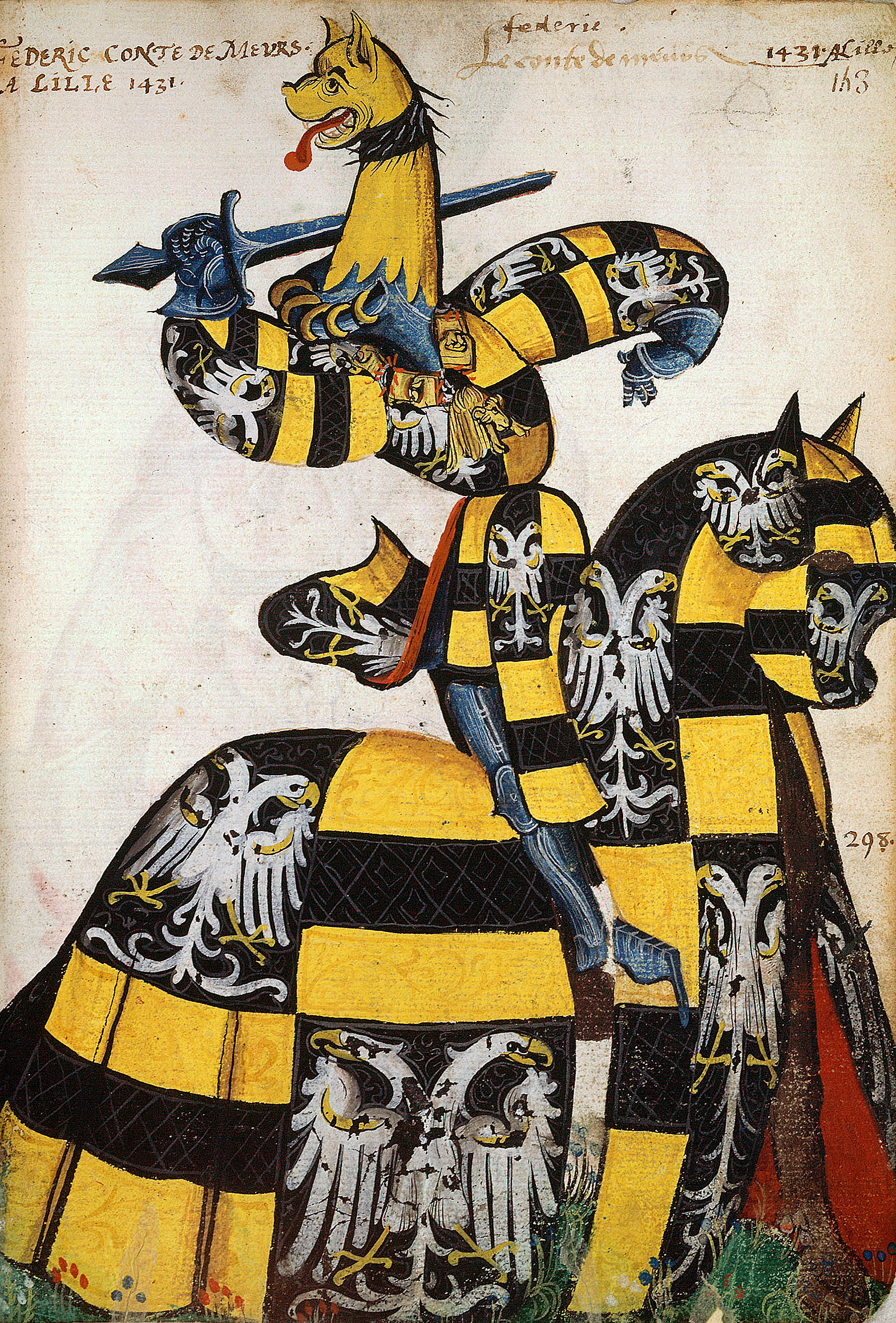
Frédéric IV de Moers dans l'Armorial de l'ordre de la Toison d'or (Paris, BNF Arsenal 4790, fol. 143).
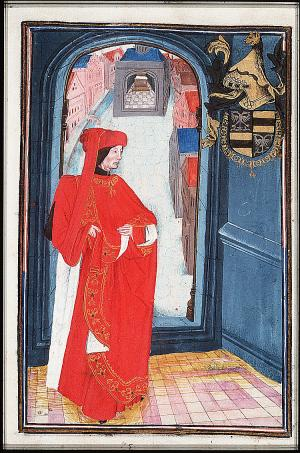
Frédéric IV de Moers dans les armoiries et les statuts de l'ordre de la Toison d'or (La Haye, KB 76 E 10, fol. 51r).

## Famille
Frédéric était marié à Engelberta de la Marck, fille d'Adolphe III de La Marck, comte de Clèves, et Marguerite de Juliers, qui lui survécut dix ans († Cologne 7 décembre 1458). Avec elle, il eut cinq enfants :
- Vincenz († 1499), chanoine à Cologne jusqu'en 1437, puis comte de Moers ; ⚭ Anna de Palatinat-Simmern-Zweibrücken
- Walburgis († 1459), dame de Baer et Lathum ; ⚭ 1er comte Jacques de Lichtenberg, ⚭ 2e Guillaume d'Egmont (1412–1483)
- Marguerite († 1453), ⚭ Gerhard von Loen, seigneur de Juliers, comte de Blankenheim (Maison de Sponheim)
- Jehanne († 1461), ⚭ Jacques Ier, comte de Horn († 1488) (Maison de Horn)
- Clara († 1459/61), abbesse de la basilique Saint-Quirin à Neuss en 1448/58

## Armoiries
| Blason | Blasonnement : Écartelé, aux 1 et 4 d'or à la fasce de sable, aux 2 et 3 de sable à l'aigle à deux tête d'argent, becquée et membrée d'or. |